# Route 177 (Nouveau-Brunswick)
Pour les articles homonymes, voir Route 177.
La route 177 est une route du Nouveau-Brunswick parcourant 20 km (12 mi) dans la région de Grand Bay-Westfield. Elle est une ancienne portion de la route 7.

## Description du tracé
La route 177 débute à la sortie 90 de la route 7, 7 km (4,3 mi) au nord-ouest de la route 1. Elle se dirige d'abord vers le nord en traversant Grand Bay et plusieurs petites autres petites communautés le long du fleuve Saint-Jean. À Hillandale, il est possible de rejoindre la presqu'île de Kennebecasis, via un traversier. Elle croise ensuite la route 102, puis elle suit la rivière Nerepis jusqu'à son terminus nord, à la jonction avec la route 7, à Nerepis. 

## Histoire
La route 177 faisait autrefois partie de la route 7, jusque dans le milieu des années 1980, lorsque la route de contournement de Grand Bay-Westfield fut construite. 

## Intersections majeures
| Comté      | Ville      | km    | Destinations                   | Notes                |
| ---------- | ---------- | ----- | ------------------------------ | -------------------- |
| Saint-Jean | Saint Jean | 0,00  | NB-7 – Fredericton, Saint-Jean | Sortie 90 de la NB-7 |
| Kings      | Westfield  | 12,20 | NB-102 vers NB-7 – Gagetown    |                      |
| Kings      | Nerepis    | 20,10 | NB-7 – Fredericton, Saint-Jean | Sortie 71 de la NB-7 |
|            |            |       |                                |                      |